# Cristo tra gli sgherri
Il Cristo tra gli sgherri è un dipinto a olio su tavola (85x60 cm) del Sodoma, databile al 1525-1549 circa e conservato nella Galleria degli Uffizi a Firenze.

## Storia e descrizione
L'opera è inventariata in Tribuna già dal 1589, e al 18 luglio 1800 si trovava nella Guardaroba medicea. L'opera si trova nella sala dei leonardeschi, con quale l'artista vercellese ebbe alcune affinità, come l'uso del chiaroscuro sfumato.
Le figure di Cristo tra due sgherri sono trattate a mezza figura ed emergenti dall'oscurità, con attenzione ai dettagli patetici, come le lacrime. Il tipo fisico di Gesù, magro e smunto, rimanda ad esempi lombardi, come il Bramantino.
Se ne conosce una replica di bottega (1550 circa) nella Galleria Palatina di Firenze.